# اریک برور
اریک برور (انگلیسی: Eric Brewer؛ زادهٔ ۱۷ آوریل ۱۹۷۹) بازیکن هاکی روی یخ اهل کانادا است.
از باشگاه‌هایی که در آن بازی کرده‌است می‌توان به آناهایم داکس، ادمونتون اویلرز، و تمپا بی لایتنینگ اشاره کرد.